# Євменьєв Роман Володимирович
Роман Євменьєв (рос. Рома́н Влади́мирович Евме́ньев; нар. 30 січня 1979, Лермонтов, РРФСР) — російський футболіст, півзахисник.

## Життєпис
Вихованець УОР (Ставрополь). Перший тренер — Микола васильвич Швидкий. Починав кар'єру в 1997 році в клубі Третього дивізіону «Бештау» з Лермонтова. Далі перейшов у калінінградську «Балтику», проте участі в матчах Вищої ліги не брав і незабаром відправився в бєлгородський «Салют-ЮКОС». У 1998 році був заявлений за «Нарт» з Черкеська, але на поле так і не вийшов, і в 1999 році знову повернувся в «Бештау». Друге коло того сезону проводив у клубі Другого дивізіону «Арзамас» з однойменного міста. У 2000 році грав за «Світлотехніку», за яку провів 3 матчі. Далі знову отримав можливість дебютувати в «Балтиці», проте знову залишився на лаві запасних. Відігравши півроку в «Балаково», перебрався в Україну.
У 2003 році перейшов до кіровоградської «Зірки». У складі кіровоградської команди дебютував 24 березня 2003 року у нічийному (0:0) домашньому матчі 20-го туру першої ліги чемпіонату України проти донецького «Шахтаря-2». Роман вийшов на поле на 65-й хвилині замість Ярослава Вишняка, а вже на 76-й хвилині Євменьєва замінив Ярослав Комар. Першим та єдиним голом у футболці «Зірки» Роман відзначився 12 липня 2003 року на 46-й хвилині переможного (1:0) домашнього поєдинку вищої ліги чемпіонату України проти київського «Арсенала». Євменьєв вийшов у стартовому складі та відіграв увесь матч. Протягом свого перебування у «Зірці» у чемпіонатах України зіграв 29 матчів та відзначився 1 голом. У сезоні 2004/05 років захищав кольори луганської «Зорі». У футболці луганського клубу дебютував 18 липня 2004 року у переможному (1:0) домашньому поєдинку 1-го туру першої ліги чемпіонату України проти сумського «Спартака-Горобини». Євменьєв вийшов на поле на 59-й хвилині, замінивши Олександра Кірюхина. У складі «Зорі» у чемпіонаті України зіграв 16 матчів. Крім цього у 2004-2005 роках виступав за аматорський фарм-клуб луганської команди, «Зорю-Гірник». У 2005-2006 роках грав у молдовському «Ністру» з міста Атаки. 
Сезон 2006 року догравав у назранському «Ангушті», але після того як клуб позбувся професійного статусу, був змушений шукати нову команду. У березні 2008 року перебував на перегляді у ставропольському «Динамо», однак з ним не був підписаний контракт і Євменьєв відправився у «Хімік» з Дзержинська, за який відіграв два матчі в Кубку Росії. Останнім професійним клубом було «Знамя Труда» з Орєхово-Зуєво.

## Досягнення
- Другий дивізіон чемпіонату Росії (Поволжя)
  -  Чемпіон (1): 2000

- Перша ліга чемпіонату України
  -  Чемпіон (1): 2002/03 («Зірка»)
  -  Бронзовий призер (1): 2004/05 («Зоря»)

- Кубок Молдови
  -  Фіналіст (1): 2005/06